# 自我綁縛

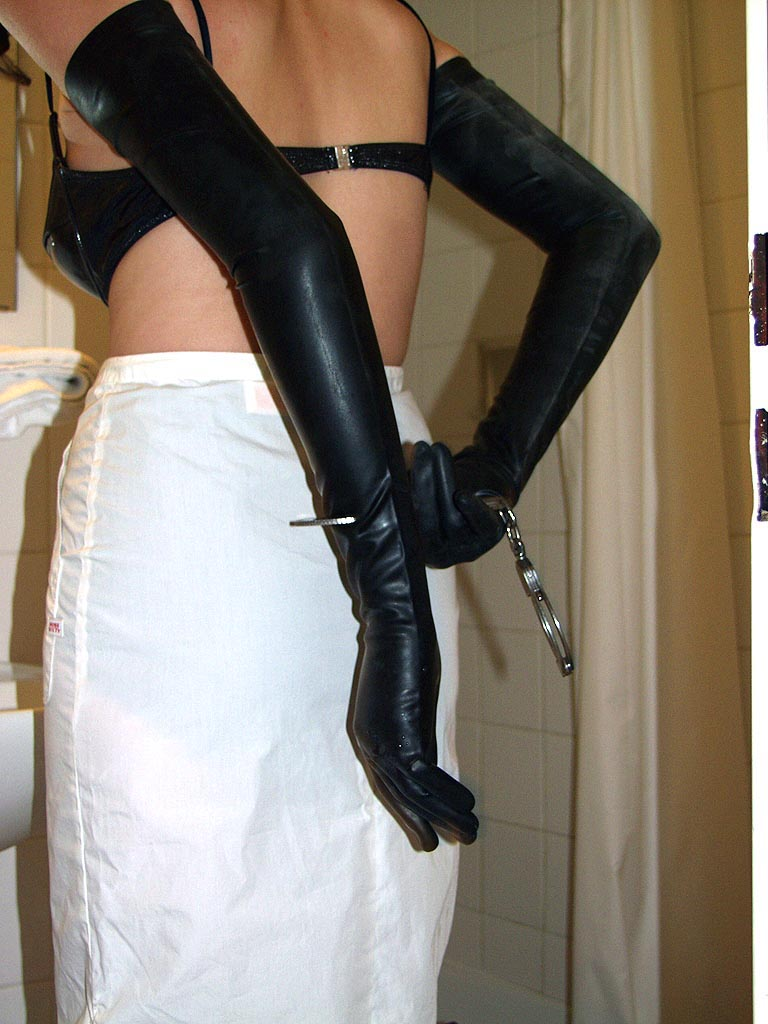
自我綁縛的女人

自我綁縛（Self Bondage）是一種自我滿足綁縛慾望的方法。有些綁縛也可有刺激性器官的，如龜甲縛；也有不直接刺激性器官，但有羞恥感的，如M字開腿縛。这些行为的难度较高，失败后便会被绑住而无法动弹，可以安全做到的人并不多。

## 參照
- 綁縛 (BDSM)
- 脫逃術（英语：Escapology）